# Manuel Fleitas Solich
Manuel Fleitas Solich (Asunción, 1900. december 30. – Rio de Janeiro, Brazília, 1984. március 24.) paraguayi labdarúgó-fedezet, edző.